# Ellert en Brammert
Ellert en Brammert zijn de hoofdfiguren uit een sage die in Schoonoord in de provincie Drenthe wordt gelokaliseerd. Deze sage is ook in andere delen van de wereld bekend, al zijn de hoofdrolspelers alleen in Drenthe bekend onder de namen Ellert en Brammert. De sage van Ellert en Brammert wordt door volksverhaalonderzoekers geclassificeerd onder het internationale verhaaltype Robbers' Alarm Bell en is aan Schoonoord en omgeving gehecht om de namen Ellertsveld en Brammershoop te verklaren.

## Verhaalversies
De sage bestaat in de mondelinge en schriftelijke overlevering in diverse varianten.

### Oudst bekende versie
De oudst bekende versie van het verhaal van Ellert en Brammert is in 1660 opgeschreven door Johan Picardt en gaat als volgt:
'Omtrent dese tijdt meent men dat geleeft hebben die twee vermaerde Moordenaars ghenaemt Ellert en Brammer, Vader en Soon die haer een tijdt langh onthouden hebben op dat groote ruyme Veldt tusschen Scharloo en Sweel, dat men seydt van desen Ellert ghenaemt te zijn Ellers-veldt, en Brammers-hoop van desen Brammer. Dese hebben Waghens en Karren gheplondert Passagiers en Landsaten vermoordt Brand-brieven uyt-geschreven en seer veel quaedt ghedaen: En sulcx des te veyliger vermits in die tijden de Justitie niet naer behooren gepleeght wierde waer in den Bisschop David van Burgunden versien soude. Van dese Moordenaers wert verhaelt dat sy een Dochter souden gerooft hebben alsoo dat zy soude swanger gheworden zijn; en dat zy in absentie des Soons den slapenden Vader de strot soude af-gesneden en alsoo ontvlucht en dese grouwelen ontdeckt hebben.'

### Populaire, latere versie
Een van de latere versies van het verhaal over Ellert en Brammert, die thans grote populariteit geniet, vertelt dat de twee rovers een touw spannen waaraan een bel is vastgemaakt. Zo kunnen ze erachter komen of er voorbijgangers langs komen in de buurt van hun grot. De rovers overvallen de reizigers, sleuren ze in hun grot, beroven ze en doden hen. Een meisje dat zij gevangen hebben genomen, nemen zij op in hun grot en ze doet het huishouden voor de rovers. Na zeven jaar te hebben geleefd met het tweetal, vraagt het meisje toestemming aan de rovers om naar de kerk te gaan. Dit mag, op voorwaarde dat ze tegen niemand iets vertelt over de rovers en hun verblijfplaats. Na de mis staat het meisje voor de kerk, en vertelt zij haar verhaal en plein public tegen de deur (of een muur, een oven, of de priester). Daarnaast vertelt ze dat ze erwten zal kopen om de weg te markeren naar de grot. De priester en de dorpsbewoners volgen de sporen, omcirkelen de grot, grijpen de rovers, bevrijden het meisje, en vernietigen de grot.

### Latere literaire versie
Een literaire variant, die is verzonnen door volksverhalenschrijver Joseph Cohen, vertelt dat de twee rovende reuzen mensen beroven, omdat ze zoeken naar de sleutel van geluk. Ellert is bang dat wanneer Brammert de sleutel van geluk vindt hij die niet met hem wil delen. Daarop zegt Brammert dat wanneer hij de sleutel vindt, Ellert hem mag bewaren. Maar op een dag glimlacht Brammert en dan weet Ellert het zeker: hij heeft de sleutel! Hij wordt zo boos dat hij Brammert vermoordt door zijn hoofd vast te spijkeren aan een heuvel: de Brammershoop. Het veld draagt sindsdien de naam van Ellert: het Ellertsveld. Ook hier gaat het dus om een achteraf verzonnen sage, om de plaatsnaam Brammershoop te verklaren.

## Internationale verspreiding en locatie
Hoewel sommige verhaalelementen (over de toestemming om naar de kerk te gaan en het erwtenspoor) niet voorkomen in versies van het Drentse Ellert en Brammert-verhaal, is het verhaalmotief van de roversalarmbel naast Drenthe ook bekend in de Baltische staten, Duitsland, Vlaanderen en Zweden. De internationaal bekende sage van de meisjesroof en het erwtenspoor is overgeleverd sinds ca. 1600 in Duitsland, Denemarken en Frankrijk.
Het Drentse verhaal wordt gelokaliseerd in de omgeving van het Drentse Schoonoord rondom het Ellertsveld en de Brammershoop.

## Oorsprong en betekenis
De sage van Ellert en Brammert duikt voor het eerst op in de Annales Drenthiae uit 1660 van dominee Johan Picardt en wordt geplaatst in het midden van de 15e eeuw. De datering van het verhaal is echter lastig. Het verhaal is een typisch volksverhaal en de meeste volksverhalen zijn niet of lastig te dateren. In deze oudst bekende versie zijn Ellert en Brammert rovende moordenaars. De kern van het verhaal kan dan ook een vage herinnering zijn geweest aan criminele activiteiten op de heide. De persoonsnamen van de rovers zijn waarschijnlijk bedacht naar aanleiding van de niet meer begrepen aardrijkskundige benamingen Ellertsveld en Brammershoop.
Aan het eind van de 19e eeuw zijn de rovers uitgegroeid tot reuzen, onder invloed van de bekende Drentse hunebeddensage, waarin wordt beweerd dat de hunebedden door reuzen zouden zijn gebouwd. Ellert en Brammert worden vanaf de 20e eeuw in de mondelinge overlevering steeds vaker als bouwers van hunebedden gezien. Op het Ellertsveld vlak bij Schoonoord staat het hunebed D49 (De Papeloze Kerk).
Volgens de sage van Ellert en Brammert waren de hoofdrolspelers twee broers, of vader en zoon, die in een hol in de grond leefden in wat nu nog steeds het Ellertsveld heet. Ze leefden volgens sommige verhaalversies van het beroven van nietsvermoedende reizigers die zich in het uitgestrekte heideveld waagden.

## Overige verhaalelementen

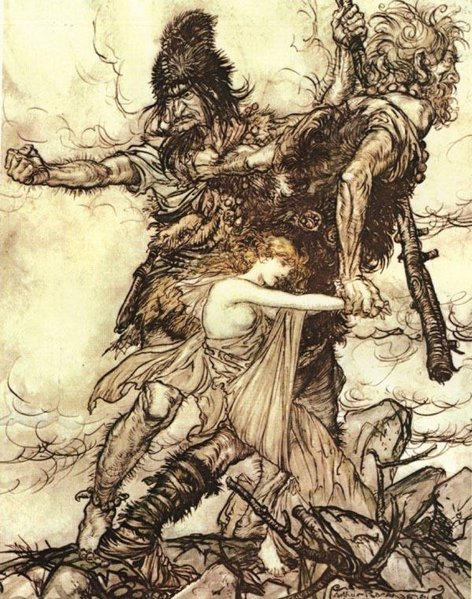
Das Rheingold; Een link met een ander verhaal: de reuzen ontvoeren Freia en ook in dit verhaal vindt een reus de dood (Fafner slaat zijn broeder Fasolt dood)

Het verhaalelement van de bijl in de deur is waarschijnlijk verzonnen om het zogenaamde stiepelteken te verklaren, het teken op de stiepel. De stiepel is de rechtopstaande (steun)paal, welke de grote nien- of deeldeur in tweeën deelt. In verhaalvarianten zijn het ook wel de witte wieven, die een spit naar iemand gooien. Ook dit verhaal moet het stiepelteken verklaren.
Een variant op dit verhaal vertelt dat Brammert uit wraak het dorp onder het zand blaast. Hierdoor vertrekken de bewoners uit de omgeving.

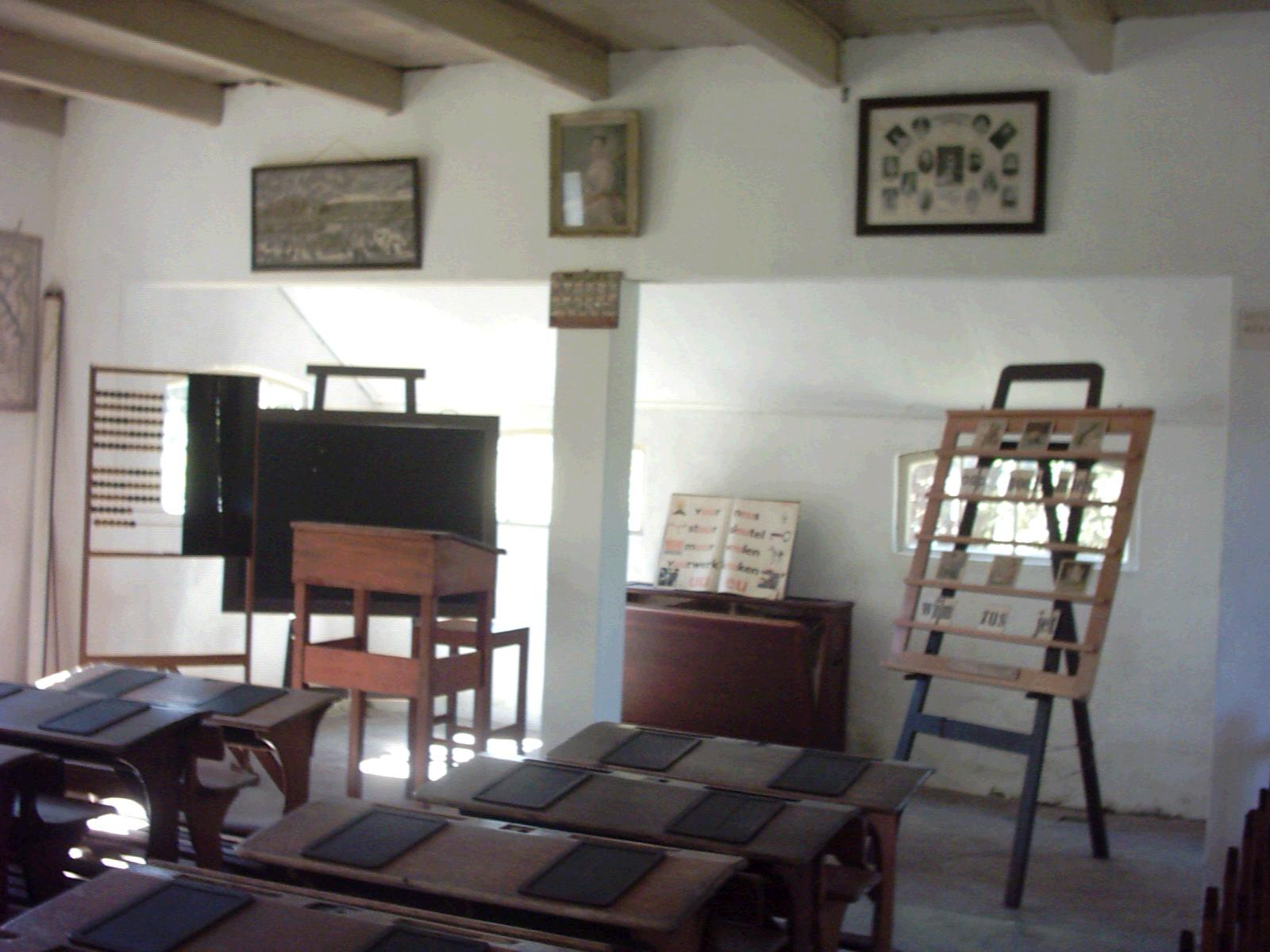
Nagebouwd klaslokaal in het Ellert en Brammertmuseum

Ellert en Brammert is tevens de naam van een openluchtmuseum in Schoonoord, het Ellert en Brammertmuseum. De sage wordt in het museum door vrijwilligers verteld.

## De sage tegenwoordig
In 2004 verscheen het stripboek 'Twei Drentse donderstienen', waarin de sage in het Drents wordt uitgebeeld. In 2005 werd de sage van Ellert en Brammert in diverse kunstwerken rondom Schoonoord uitgebeeld door Natuurkunst Drenthe. De kunstwerken zijn gemaakt van materiaal uit het bos en verdwijnen langzaamaan weer in het begroeide terrein. Aan de kunstwerken is de kunst- en natuurwandeling 'De Legende' (foutief verwijzend naar een heiligenverhaal) gekoppeld.
In 2006 en 2007 deed het DOC Volksverhaal, in samenwerking met het Openluchtmuseum Ellert & Brammert en het Drents Archief een grondig onderzoek naar de Drentse sage, dat resulteerde in het boek Ellert & Brammert: een reuzenclaim van een Drents roversverhaal van Ruben A. Koman. Veel eerdere (vluchtige) conclusies over de sage werden hiermee naar de prullenbak verwezen. Het verhaal van Ellert en Brammert is tevens het eerste canonvenster van de mondelinge canon (de Canon met de kleine c), die in mei 2008 als webversie en in oktober 2008 als boekvorm verscheen. De sage dient hierbij als volksverhaal dat kan worden gebruikt in het middelbare onderwijs om het eerste lemma van de Canon van de Geschiedenis (te weten: hunebedden) te verluchtigen.
In het Openluchtmuseum Ellert en Brammert staan tegenwoordig twee reuzenpoppen voor de ingang van het park. In het 'hol van Ellert en Brammert' kan een verhaal van de reuzen met plaatjes worden bekeken. Vlak bij het museum, in Schoonoord, vinden we meerdere 'reuzen'-restaurants. Bij binnenkomst in de gemeente staat de tekst 'Welkom in ons reuzendorp Schoonoord' langs de weg. In het dorp worden T-shirts, sleutelhangers en aanstekers van het reuzenpaar verkocht.
Sinds het Mariekejaar in 2009, een jaar vol plaatselijke activiteiten rondom de hoofdrolspeelster Marieke uit de sage, is een standbeeld van Marieke geplaatst aan de Oude Molenstraat te Schoonoord. Dit kunstwerk is van de hand van de in Amsterdam werkzame kunstenaar Esther Bruggink.